# باهرة دورانغوية
باهرة دورانغوية (الاسم العلمي: Agave durangensis) هو نوع من النباتات يتبع جنس الباهرة من الفصيلة الهليونية.